# Chính phủ Trung ương lâm thời Việt Nam
Chính phủ Trung ương lâm thời Việt-Nam (tiếng Pháp: Gouvernement central provisoire du Viêt-Nam, tiếng Anh: Provisional Central Government of Vietnam), hay Chính phủ Quốc gia Việt Nam lâm thời là chính phủ được thành lập ngày 27 tháng 5 năm 1948 tại Đông Dương. Sau đó, chính phủ này cùng với Bảo Đại thành lập Quốc gia Việt Nam.

## Diễn biến
Chính phủ này được thành lập với sự ủng hộ của Pháp. Kể từ khi Pháp chiếm Nam Kỳ năm 1862, đơn vị hành chính này bị cắt lìa khỏi quyền kiểm soát của triều đình Huế trừ một giai đoạn rất ngắn cuối thời Đế quốc Việt Nam vào năm 1945. Tới sau Cách mạng tháng Tám, Nam Kỳ trở lại là một phần Việt Nam Dân chủ Cộng hòa. Trong Tổng tuyển cử Quốc hội Việt Nam khóa I, các đại biểu ở Nam Kỳ cũng tham gia thành phần Quốc hội Khóa I của Việt Nam Dân chủ Cộng hòa. Đồng thời tại Nam Kỳ, phong trào chống Pháp ra đời rất sớm và phát triển mạnh.

## Hình thành
Ngày 27 tháng 5 năm 1948, Nguyễn Văn Xuân từ chức Thủ tướng Cộng hòa Tự trị Nam Kỳ Việt Nam và thành lập Chính phủ trung ương lâm thời Việt Nam, bao gồm hai xứ bảo hộ của Pháp trước đây là Bắc Kỳ và Trung Kỳ. Các đảng phái quốc gia như Việt Nam Quốc dân Đảng, Đại Việt Quốc dân Đảng, Hòa Hảo, Cao Đài... ủng hộ việc thành lập Chính phủ Trung ương lâm thời Việt Nam và đưa người tham gia chính phủ này.
Ngày 23 tháng 4 năm 1949, Hội đồng Nam Kỳ biểu quyết sáp nhập Nam Kỳ vào Việt Nam, sau đó được Quốc hội Pháp phê chuẩn ngày 20 tháng 5. Ngày 14 tháng 6 năm 1949, Quốc gia Việt Nam được thành lập.

## Danh sách Nội các
| STT | Chức vụ                       | Tên               | Ghi chú |
| --- | ----------------------------- | ----------------- | ------- |
| 1   | Thủ tướng                     | Nguyễn Văn Xuân   |         |
| 2   | Phó thủ tướng                 | Trần Văn Hữu      |         |
| 3   | Tổng trưởng Tư pháp           | Nguyễn Khắc Vệ    |         |
| 4   | Tổng trưởng Bộ Lễ và Giáo dục | Nguyễn Khoa Toàn  |         |
| 5   | Tổng trưởng Kinh tế Tài chánh | Nguyễn Trung Vinh |         |
| 6   | Tổng trưởng Thông tin         | Phan Huy Đán      |         |
| 7   | Tổng trưởng Canh nông         | Trần Thiện Vàng   |         |
| 8   | Tổng trưởng Y tế              | Đặng Hữu Chí      |         |
| 9   | Tổng trưởng Công chánh        | Nguyễn Văn Tỷ     |         |
| 10  | Bộ trưởng Quốc phòng          | Trần Quang Vinh   |         |
| 11  | Bộ trưởng Phủ thủ tướng       | Đinh Xuân Quảng   |         |
| *   | Quốc vụ khanh Bắc Kỳ          | Nghiêm Xuân Thiện |         |
| *   | Quốc vụ khanh Trung Kỳ        | Phan Văn Giáo     |         |
| *   | Quốc vụ khanh Nam Kỳ          | Lê Văn Hoạch      |         |

## Lập trường của Việt Nam Dân chủ Cộng hòa
Việt Nam Dân chủ Cộng hòa đã tuyên bố Chính phủ Trung ương lâm thời Việt Nam thực chất chỉ là một chính phủ bù nhìn do thực dân Pháp lập nên.
Theo Chủ tịch Hồ Chí Minh nói về chính phủ Nguyễn Văn Xuân vào ngày 07-06-1948:
| “ | Từ ngày 23-9-1945, thực dân Pháp đã dùng võ lực xâm phạm đến nền độc lập và thống nhất của nước Việt Nam Dân chủ Cộng hòa. Toàn thể nhân dân Việt Nam đã kết thành một khối, đứng lên cùng với Chính phủ cương quyết chống nạn ngoại xâm. Ngày nay thực dân Pháp đã đưa ra một chính phủ bù nhìn toàn quốc, để mưu bán Tổ quốc Việt Nam cho chúng. Chính phủ và nhân dân Việt Nam sẽ theo pháp luật nước nhà trừng trị bọn phản quốc ấy. Đối với các nước trên thế giới, tôi thay mặt Chính phủ và nhân dân nước Việt Nam Dân chủ Cộng hòa, trịnh trọng tuyên bố không bao giờ thừa nhận những giấy tờ gì do bọn bù nhìn ấy ký kết với bất cứ nước nào. | ” |

Ngày 23-03-1948, trước khi Chính phủ Trung ương lâm thời Việt Nam thành lập, Chủ tịch Hồ Chí Minh nhận định:
| “ | Émile Bollaert (Cao ủy Đông Pháp) cần phải dựng lên một quái thai để về quảng cáo bên Pháp. Bảo Đại đã bị chúng lợi dụng cái tên. Nội bộ chúng sẽ lủng củng và chắc chắn cũng sẽ chẳng làm nên trò trống gì. Thực dân Pháp muốn lừa bịp dân ta nhưng không thể nào lừa bịp nổi. | ” |